# قلعه زندانی
قلعه زندان یا باغ زندان روستایی در دهستان حومه از بخش مرکزی شهرستان شاهرود در استان سمنان واقع در ایران است. در آمار سال ۲۰۰۶ مرکز آمار ایران، به نام این روستا اشاره شده اما جمعیتش ذکر نشده است. در برخی سفرنامه‌ها گفته شده که این روستا در اوان ۱۲۳۸ شمسی حدود ۷۵۰ خانوار سکنه داشته است.
در سالیان نه چندان دور، باغ زندان از روستاهای جدا از شاهرود بود. شاهرود از اوایل عصر قاجار توسعه محسوسی یافت و در سالهای اخیر با گسترش فزاینده توسعه شهر شاهرود و روستای باغ زندان عملاً این روستا به شهر متصل شد و ساخت و سازهای فراوانی نیز در باغ زندان به انجام رسید، با این همه همچنان بخشی از خصوصیات هویتی خود از جمله سنت‌های ویژه عروسی، عزاداری، برگزاری اعیاد و زیارت اموات و … را حفظ کرده است.
لهجهٔ مردم باغزندان مانند مردم شاهرود است.